# ریخته‌گری سریع
ریخته گری سریع یک روش یکپارچه ریخته‌گری معمولی است که با نمونه سازی سریع / چاپ سه بعدی است. در این روش الگوی یکبار مصرفی که برای تشکیل قالب استفاده می‌شود با تکنیک‌های چاپ سه بعدی مانند رسوب ذوب شده، لیتوگرافی استریو یا هر روش چاپ دیگر 3D ایجاد می‌شود.

## یکی از زیر مجموعه‌های ریخته گری سریع است، ریخته گری سریع فلز است. [۱]
ابتدا این مورد را توضیح می‌دهیم:

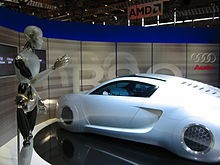
آئودی RSQ با نمونه سازی سریع روبات‌های صنعتی KUKA ساخته شده‌است

ریخته گری تحت فشار و ریخته گری دقیق معمولاً یک فرایند نمونه سازی سریع در نظر گرفته نمی‌شود. این امر به تجهیزات پرهزینه و تخصص بالایی نیاز دارد و به‌طور کلی برای مقادیر زیادی از قطعات فلزی مناسب است. این از بسیاری جهات، معادل فلزی قالب تزریق است، فرایند دیگری که برای تولید انبوه نسبت به کوتاه مدت یا نمونه سازی مطلوب است.
همان‌طور که گفته شد ،3ERP نمونه اولیه سریع شما نیست. در طول سال‌ها ما در بین مشتریان خود اشتها به ریخته گری کم فشار را مشاهده کردیم، بنابراین با تعدادی از شرکت‌های ریخته گری همکاری کردیم تا خدمات ریخته گری حرفه ای - حتی در حجم بسیار کم - را ارائه دهیم. پاسخ بسیار مثبت بوده‌است.
تبدیل قالب ریخته گری به یک فرایند نمونه سازی سریع فلز، یک تحول بزرگ برای طراحان محصول است که اکنون می‌توانند قطعات فلزی ریخته گری را به راحتی قطعات ماشین کاری شده سفارش دهند. در این مقاله برخی از مزایای اصلی و کاربردهای احتمالی ریخته گری سریع فلز، به عنوان یک راه حل نمونه سازی سریع برای ریخته گری فلز، مورد بحث قرار گرفته‌است.

## چرا ریخته گری سریع فلز را انتخاب کنید؟
هنگام ساخت نمونه اولیه با ریخته گری سریع فلز، یک طراح محصول می‌تواند از دو مجموعه منحصر به فرد بهره‌مند شود.
اولین مجموعه مزایا مربوط به خود فرایند ریخته گری فلز است. به عنوان مثال، ریخته گری تحت فشار یک فرایند تولید است که از حفره قالب برای ایجاد قطعات از فلز مذاب استفاده می‌کند. این فرایند به‌طور کلی یک فرایند بسیار گران است، زیرا به تجهیزات تخصصی نیاز دارد. با این حال، مزایای آن قابل توجه است.
یکی از مزایای ریخته گری تحت فشار، اقتصاد مقیاس آن است. برخلاف ماشینکاری CNC، ریخته گری قالب هنگام سفارش در حجم زیاد مقرون به صرفه است. دلیل این امر این است که از یک حفره قالب می‌توان بارها برای ایجاد واحدهای زیادی از یک قطعه استفاده کرد، در حالیکه با افزایش اندازه سفارش، به تدریج هزینه هر واحد کاهش می‌یابد. این یکی از ویژگی‌هایی است که با قالب تزریق مشترک دارد، که همچنین دارای هزینه‌های راه اندازی بالایی است اما هزینه پس از آن برای هر واحد پایین است.
مزیت دیگر ریخته گری تحت فشار، توانایی ساخت قطعات فلزی بسیار بزرگ مانند بلوک موتور اتومبیل، شاسی دوربین و محفظه‌های نور افکن است که ماشین کاری فلز دشوار است. این فرایند همچنین باعث کیفیت سطح عالی، دقت ابعادی و مقاومت کششی بالا می‌شود.
مزایای ریخته گری فشار:
- در مقیاس ارزان
- قطعات بزرگ
- پایان سطح خوب
- دقت ابعادی بالا
- مقاومت کششی بالا

دسته دوم مزایا مربوط به جنبه نمونه سازی سریع این روش است. مشتریانی که از خدمات ریخته گری سریع فلزات استفاده می‌کنند، نه تنها مزایای فرایند ریخته گری را به دست می‌آورند، بلکه می‌توانند قطعات خود را با سرعت، حجم و قیمت که معمولاً با فرایندهای نمونه سازی ارزان قیمت همراه است، تهیه کنند.
مزیت عمده ریخته گری سریع فلز این است که نمونه مشابه محصول نهایی را به طراحان محصول می‌دهد که ممکن است تقریباً یکسان با قطعه تمام شده باشد. از آنجا که قالب ریخته گری فرایندی حرفه ای است که برای قطعات نهایی استفاده می‌شود، ریخته گری سریع فلز یکی از نمایندگی‌ترین نمونه‌های نمونه اولیه موجود برای این قطعات است. این نمونه اولیه با کیفیت استفاده نهایی همراه است.
به همین ترتیب، ریخته گری سریع فلزات به مهندسین این توانایی را می‌دهد تا نمونه‌های اولیه محصولات را با سرعت بیشتر، به روش دقیق تری آزمایش کنند. به عنوان مثال می‌توان نمونه اولیه بلوک موتور ریخته گری سریع را در کارخانه ارائه داد، تا تصویری دقیق از عملکرد قسمت نهایی بازیگران ارائه دهد.
ترکیب قالب ریخته گری با نمونه سازی سریع به کسب و کارها این امکان را می‌دهد تا از جنبه‌های دیگر نمونه سازی سریع نیز بهره‌مند شوند. سرعت و راحتی این فرایند یکی از مهم‌ترین مزیت هاست. و با 3ERP، نمونه‌های اولیه فلزات ریخته گری شما را می‌توان با اضافه کردن جزئیات، حکاکی یا سایر ویژگی‌ها، با مهارت در مراکز ماشینکاری CNC ما به پایان رساند.

## مزایای
- ساخت الگو آسان‌تر است.
- زمان تولید کاهش یافته‌است.

چاپ سه بعدی ربات

- امکان سبک‌تر کردن الگوی با حذف مواد ناخواسته و سفت‌تر با اضافه کردن ویژگی‌های دنده.
- در مقادیر کم (۵۰+) موجود است
- چرخش سریع
- روند حرفه ای
- نمونه‌های اولیه نمایندگی
- با روشهای تکمیل CNC یا سطح ترکیب شوید

## کاربردهای ریخته گری سریع فلزات
از ریخته گری سریع فلز می‌توان برای ایجاد نمونه‌های اولیه و قطعات مورد استفاده در کوتاه مدت در چندین صنعت استفاده کرد. برخی از رایج‌ترین کاربردهای ریخته گری سریع فلزات عبارتند از:

### خودرو
ریخته گری تحت فشار به‌طور منظم برای ایجاد قطعات فلزی برای اتومبیل استفاده می‌شود و ریخته گری سریع فلزات به شرکت‌های خودروسازی امکان می‌دهد نمونه‌های اولیه را برای وسایل نقلیه جدید تهیه و آزمایش کنند.
قطعات خودروی فلزی بازیگران شامل:
- بلوک موتور
- فن‌های خنک‌کننده
- درپوش‌های سوخت
- دریچه هوای کامیون / اتوبوس
- تعویض دنده
- سر چراغ جلو غرق می‌شود
- جعبه دنده
- پدال

### پزشکی
مقاومت بیشتر و کیفیت سطحی بالاتر ریخته گری قالب باعث می‌شود که این فرایند برای چندین محصول پزشکی و بهداشتی مناسب باشد، که می‌تواند با مقادیر کم با ریخته گری سریع فلز ساخته شود.
قطعات پزشکی ریخته گری شامل:
- ضربان سازها
- قطعات تخت بیمارستان
- محفظه‌های استتوسکوپ
- مانیتور
- قطعات تجهیزات دیالیز
- پمپ‌های اکسیژن

### الکترونیک
تولید انبوه قطعات الکترونیکی مصرفی اغلب با فرایند ریخته گری ساخته می‌شوند و ریخته گری سریع فلزات یک روش مؤثر برای نمونه سازی قطعات الکترونیکی یا ایجاد سفارشات کوتاه مدت محصولات الکترونیکی متخصص است.
قطعات الکترونیکی فلز بازیگران عبارتند از:
- محفظه‌های قرص
- کوپلینگ چاپگر
- محفظه‌های هدفون
- بست‌های ساعت هوشمند
- شاسی دوربین

## روش
- یک الگوی یکبار مصرف با RP ساخته می‌شود (که می‌تواند از موم یا هر پلاستیک دیگری باشد که در چاپ سه بعدی استفاده می‌شود)
- این الگو اگر از موم ساخته شود، برای افزایش مقاومت و خواص موم زدایی، تحت نفوذ موم و سایر مراحل قرار می‌گیرد.
- قالب با الگوی چاپ شده ساخته می‌شود.
- تخلیه الگو از قالب و به دنبال روش ریخته گری منظم.

## چاپ سه بعدی به عنوان روش ریخته گری سریع

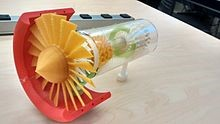
یک مدل موتور جت چاپ سه بعدی

به‌طور سنتی، چاپ سه بعدی به دلیل سهولت ساخت ، روی پلیمرها برای چاپ تمرکز می‌کرد. با این حال، این روش به سرعت پیشرفت کرده‌است تا علاوه بر چاپ انواع پلیمرهای مختلف [۲] بلکه همچنین از فلزات [۳] [۴] و سرامیک‌ها [۵]، چاپ سه بعدی گزینه ای همه‌کاره برای ساخت باشد. ساخت لایه به لایه مدل‌های فیزیکی سه بعدی یک مفهوم مدرن است که "از صنعت CAD همیشه در حال رشد، به طور خاص طرف مدل سازی جامد CAD نشات می‌گیرد. قبل از اینکه مدل جامد در اواخر دهه ۱۹۸۰ معرفی شود، مدلهای سه بعدی با قابها و سطوح سیم ایجاد شده‌است. [۶] "اما در همه موارد لایه‌های مواد توسط چاپگر و خصوصیات مواد کنترل می‌شوند. لایه مواد سه بعدی توسط میزان رسوبگذاری تنظیم می‌شود که توسط اپراتور چاپگر تنظیم شده و در پرونده کامپیوتر ذخیره می‌شود. اولین ماده چاپ شده اختراع شده، جوهر از نوع ذوب گرم برای چاپ الگوها با استفاده از آلیاژ فلز گرم است.